# わたしが・棄てた・女
『わたしが・棄てた・女』（わたしが・すてた・おんな）は、遠藤周作の長編小説。1963年発表。
ハンセン病と診断された森田ミツの一生を描き、その一途な愛と悲劇が主な内容となっている。遠藤の著した中間小説の中でも代表的な一作である。

## あらすじ
大学生の吉岡努は、拾った芸能雑誌の文通欄に名前のあった森田ミツと知り合い、2度目のデートの際、裏通りの安旅館に連れ込み強引に体を奪う。しかし、やや小太りで田舎臭いミツに魅力を感じるどころか嫌悪感すら覚えた吉岡は、以後一切彼女に会うのを止める。それでも吉岡を一途に愛し続けるミツの手首には赤い痣があった。
大学を卒業した吉岡は、就職先の社長の姪である三浦マリ子と親しくなり、かつてマリ子とミツが同じ製薬工場で働いていたことを知る。さらに当時開業したばかりのトルコ風呂へ行くと、ここでもミツが働いていたとトルコ嬢から知らされる。気になった吉岡は、ある日ミツと再会するが、彼女はハンセン病の疑いから御殿場の療養所に入所しなければならないと涙ながらに語り、そんなミツに対し吉岡は御座なりな言葉をかけるだけで、逃げるようにその場を立ち去る。
始めは療養所に強い抵抗を抱いていたミツであったが、その環境にも次第に溶け込み、程なくして自身のハンセン病は誤診だと分かる。嬉々としながら御殿場駅で東京行きの汽車を待つミツだったが、そこで偶然にも三浦マリ子と再会する。近々結婚すると幸せそうに話すマリ子を見て、ミツは言い知れぬ孤独感に苛まれ、奉仕の日々を送る修道女たちを手伝うために自ら療養所へと戻ってしまう。
マリ子と結婚した吉岡は、ミツのことが気になり療養所宛に年賀状を送る。しばらく経った頃に一人の修道女から長い文面の返事が届き、年末にミツが交通事故で死亡したことを知る。その手紙には、ミツが死ぬ間際に遺した「さいなら、吉岡さん。」という言葉が記されており、吉岡は漠然とした寂しさに襲われ遣り切れない思いを抱くのであった。

## 作品解説
この作品は吉岡努の視線から描いた「ぼくの手記」と森田ミツの視線から描いた「手首のあざ」の二つの視点で描かれている。遠藤周作の作品のうち、純文学作品に対して軽小説に位置づけられる作品の中で、広く読まれている小説である。
作者によれば、ベルナノスの『田舎司祭の日記』やモーリヤックの『仔羊』といった作品の主人公を一般的に描こうとしたのが、先のユーモア小説『おバカさん』であるという。この作品で失敗した点を、『わたしが・棄てた・女』で克服しようとしている。純粋に人を愛し続けるミツはイエス像に結びついており、その主題はのちに『沈黙』に結実する。
ヒロインの森田ミツは、実際にハンセン病と誤診され、後に看護婦となった経歴を持つ井深八重がモデルとなっている。遠藤自身が最も好きな登場人物であると語り、後の作品にも同名の人物が度々登場する。
現行の講談社文庫版、『遠藤周作文学全集』所収の版では「トルコ風呂」が「ソープランド」に書き換えられている。これは1984年にトルコ人青年からの抗議で同施設が改名されたことによるが、開業当初のトルコ風呂は現在のソープランドのような性風俗施設ではないため、不適切な改変だという指摘もある。

## 初出・書誌
『主婦の友』に1963年1月号から12月号まで連載された。その後、1964年に文藝春秋新社から刊行された。
刊行本
- 『わたしが・棄てた・女』（1964年3月、文藝春秋新社）
- 『わたしが・棄てた・女』（1969年8月、講談社）
- 『わたしが・棄てた・女』（1972年12月、講談社〈講談社文庫〉/ISBN 9784061311411）
- 『現代日本キリスト教文学全集』第12巻収録（1973年12月、教文館）
- 『わたしが・棄てた・女』（1976年、講談社〈遠藤周作文庫〉）
- 『遠藤周作文学全集』第5巻収録（1999年9月、新潮社/ISBN 9784106407253）
- 『THE GIRL I LEFT BEHIND』translated by Mark Willams, PETER OWEN / ISBN 0-7206-0932-1 / 9780720609325)

## 映画

### 1969年版
タイトルは『私が棄てた女』となっており若干の違いがある。日活の製作・配給で浦山桐郎監督作品。主演は河原崎長一郎で、ミツを演じた小林トシ江は本作が映画デビューとなった。
公開から50年後の2019年9月3日に幻の映画復刻レーベルDIGから初DVD化された。

#### キャスト
- 吉岡努：河原崎長一郎
- 三浦マリ子：浅丘ルリ子
- 三浦ユリ子：加藤治子
- 森田ミツ：小林トシ江
- 森田八郎：加藤武
- 森田キネ：岸輝子
- 深井しま子：夏海千佳子
- 武隈：江角英明
- 長島繁男：江守徹
- 友人太田：山根久幸
- 清水修一：辰巳柳太郎
- 清水綱子：織賀邦江
- 清水修造：大滝秀治
- 清水友枝：北原文枝
- 清水修巳：中村孝雄
- 清水由起子：阪口美奈子
- 大野義雄：小沢昭一
- 赤提灯のてる：佐々木すみ江
- 刑事：露口茂
- 医者：遠藤周作
- 医者：佐野浅夫
- 看護婦：園佳也子

#### スタッフ
- 監督：浦山桐郎
- 脚色：山内久
- 原作：遠藤周作
- 企画：大塚和
- 撮影：安藤庄平
- 美術：横尾嘉良
- 音楽：黛敏郎
- 録音：紅谷愃一
- 照明：岩木保夫
- 編集：丹治睦夫

#### 製作
浦山桐郎監督の当初のイメージは、吉岡が小林旭、ミツは都はるみだったという。結局、ギャラの問題などもあり、河原崎長一郎と小林トシ江が演じた。原作者の遠藤が医者役でカメオ出演している。
企画して完成まで足かけ5年かかり、河原崎のスケジュールの都合で、1969年に入って撮影準備を始め、同年5月に完成した。

#### 興行
しかし完成した折には日活は、題名から内容まで徹底的に東映作品のマネをした映画製作に転換し、これが思いもほか成功、日活はヤクザ映画オンリーになっていた。浦山の「くずれた世相の中で、現代人がもがき苦しむ愛の断片を描く異色ドラマ」なる意図はラインから外れた。日活は折角ヤクザ路線で客足に安定性が生まれつつある時だけに、それと『私が棄てた女』を併映して客を減らしては困るという心配があり、公開が決まらずお蔵入りした。
腹を立てた浦山は、併映作なしでの1本立てロードショーを主張したが埒が明かず、ATG系での上映を働きかけたが、ATGから「『心中天網島』を年内いっぱい上映を予定しているので公開は1970年以降になる」と回答された。『私が棄てた女』は日本映画輸出振興協会から1億2千万円の融資を受けており、1969年中に公開しなければならない事情があった。仕方なく自ら日活の試写室を借りてマスコミや映画評論家を集め試写を行ったり、ホールを借りて試写会を行ったり必死の努力を続けた。マスコミや評論家から「久しぶりに見ごたえがある意欲作。早い時期に公開すべき」と激賞され、「なぜ公開しないのか」「上映しろ」と投書が日活に舞い込むようになった。1969年8月6日に堀久作社長も出席して全国配給会議が開かれ、議論百出の末、社長一任となり、堀が「配給せず」と断を下した。ところが翌8月7日に至り、社長の断で「上映する」となり、急遽1969年9月3日の封切が決まった。頑固親父の堀社長の断が2日でコロリと全く反対のものに変わったことに、マスコミは宣伝大芝居だろうと推察した。公開されるや、お蔵入り騒ぎが格好の宣伝になり、予想外の大ヒットとなった。浦山は「映画界には企画の波があるのが常だが、監督として大事なのは波に足元をすくわれない主体性だ。監督が主体性を失っては、映画は結局滅びるだろう」などと意気上がったが、堀雅彦常務は「話題になったからたまたま当たっただけ。今後は浦山君にも日活の基本線に沿って任侠映画を撮らせる」と反論した。浦山は「わたしにやくざ映画が作れるわけがない。作ろうとも思わない。会社の方がエロと暴力以外には、客が来ないという動脈硬化症に陥っている」とさらに反論した。この一件で日活の若手監督で結成しているグループ・ふるるプロなどが浦山に賛同し、会社の路線とは別に独自の動きをするようになった。

### 1997年版
『愛する』と改題され、1997年に日活の配給で公開されている。熊井啓監督作品。ミツを酒井美紀、吉岡を渡部篤郎が各々演じている。内容はほぼ原作に沿っているが、時代設定など現代風にアレンジされている。

### その他
ヴァンサン・ペレーズ監督作のフランス映画『天使の肌』が、クレジットに明記はないものの、遠藤の原作を翻案したものではないかという指摘がある。

### 併映作品
- 『女の市場』: 江崎実生監督

## テレビドラマ
- 近鉄金曜劇場[注 2]『わたしが棄てた女』（1964年12月25日、TBS）
  - 宮武昭夫演出、生田直親脚本。黛ひかる、江原真二郎、磯村みどり、加藤治子、矢代京子、久里千春、樋口年子ほか出演

## 舞台
- 音楽座ミュージカル『泣かないで』（1994年）
  - 初演を観劇した遠藤が「自分の作品で泣いたのは初めてだ」と語り、亡くなる直前までこのミュージカルのビデオを何回も見ていたという[13]。1994年以降も幾度か再演されている。